# Přemysl Janíček
Přemysl Janíček (28. dubna 1925 Slavkov u Brna – 20. ledna 2009) byl český malíř a grafik.

## Život
Akademický malíř Přemysl Janíček se věnoval malbě i grafice. Studoval v letech 1945–49 Vysokou školu umělecko-průmyslovou v Praze pod vedením profesora Jana Baucha. Byl členem spolku výtvarníků Hollar.
Přemysl Janíček se narodil ve Slavkově u Brna a zemřel v Praze. Patřil k silné meziválečné generaci českých moderních výtvarníků. V jeho tvorbě, zejména v jeho charakteristických zátiších, lze pozorovat vliv jeho učitele Jana Baucha, zejména jeho dynamicky rozvlněné, syté a pastózní tahy štětcem. Se svou generací sdílel Přemysl Janíček vliv doznívajícího expresionismu a kubismu. Jeho zátiší jsou zakotvená v české výtvarné tradici, hmotná, smyslová, výraznými konturami a čitelnou barevností vyvolávají haptické vjemy.
Jeho dílo je zastoupeno v galeriích v České republice, v soukromých sbírkách v USA, Kanadě, Brazílii, Německu, Rakousku a ve vatikánských sbírkách.[zdroj⁠?!]